# Xypechtia
Xypechtia is een geslacht van rechtvleugeligen uit de familie veldsprinkhanen (Acrididae). De wetenschappelijke naam van dit geslacht is voor het eerst geldig gepubliceerd in 1921 door Sjöstedt.

## Soorten
Het geslacht Xypechtia omvat de volgende soorten:
- Xypechtia rubripes Sjöstedt, 1921
- Xypechtia testacea Sjöstedt, 1921